# الكهوف العجيبة
الكهوف العجيبة هي كهوف كارستية، تقع في بلدية زيامة المنصورية في ولاية جيجل.

## وصف
جوفتها عوامل الطبيعة  في منطقة إستراتيجية تطل على البحر الأبيض المتوسط وتقدم أشكالًا للصواعد وللهوابط ، ودرجة حرارتها ثابتة على مدار العام مع 18 درجة مئوية ومعدل رطوبة يتراوح من 60 عند 80٪.

## اكتشاف
اكتشفت هذه الكهوف سنة 1917 أثناء تشييد الطريق بين جيجل وبجاية (الطريق الوطني رقم 43)، وقد صنفت موقعًا طبيعيًا محميًا بأمر تشريعي بتاريخ 12 أفريل 1948. كما وأُصدر أمر غداة استقلال الجزائر متعلق بالحفريات وحماية المواقع والمعالم التاريخية بإدراجه معلمًا طبيعيًا محميًا. والكهوف تعد جزءا من الحظيرة الوطنية لتازا المصنفة «محمية للكائنات الحية» منذ 2004 من طرف المجلس الدولي لتنسيقية “أم أ بي” (برنامج حول الإنسان والوسط الحيوي).

## سياحة
يتوافد على الكهوف العجيبة آلاف السياح يومياً بينهم محليون وأجانب. حيث زار كهوف جيجل أكثر من 135 000شخص من بينهم 405 أجانب ما بين 1 يونيو و 29 أغسطس 2019. وقد وصل عدد زوّار الكهوف العجيبة سنة 2009 إلى  149 592زائر مقابل 48 667 زائرزائر سنة 2012 و33 014 زائر سنة 2013.

## وصلات خارجية
- جيجل الكهوف العجيبة الجزائر على يوتيوب
- الكهوف العجيبة بجيجل على يوتيوب